# Де Волф, Ортвин
О́ртвин Де Волф (нидерл. Ortwin De Wolf; родился 23 апреля 1997 года, Бельгия) — бельгийский футболист, вратарь клуба «Мехелен».

## Клубная карьера
Де Волф — воспитанник клуба «Локерен». 17 мая 2017 года в поединке плей-офф за выход в еврокубки против «Кортрейк» Ортовин дебютировал за основной состав. 11 марта 2018 года в матче против «Зюлте-Варегем» он дебютировал в Жюпиле лиге. В июне 2018 года продлил контракт с клубом до 2020 года.
Летом 2019 года де Волф перешёл в «Эйпен». 4 августа в матче против «Гента» он дебютировал за новую команду.
В начале 2021 года де Волф на правах аренды перешёл в «Антверпен». 21 февраля в матче против «Сент-Трюйдена» он дебютировал за новый клуб. По окончании аренды трансфер Ортвина был выкуплен «Антверпену». В 2023 году он помог клубу завоевать Кубок Бельгии и выиграть чемпионат.

## Международная карьера
В 2019 году в составе молодёжной сборной Бельгии де Волф принял участие в молодёжном чемпионате Европы в Италии и Сан-Марино. На турнире он сыграл в матчах против команд Испании и Италии.

## Достижения
Клубные
«Антверпен»
- Победитель Жюпиле лиги: 2022/23
- Обладатель Кубка Бельгии: 2022/23